# Clarence, Missouri
Clarence är en ort i Shelby County i Missouri. Vid 2010 års folkräkning hade Clarence 813 invånare.